# Умендорф (Берде)
Умендорф (њем. Ummendorf) општина је у њемачкој савезној држави Саксонија-Анхалт. Једно је од 35 општинских средишта округа Берде. Према процјени из 2010. у општини је живјело 1.012 становника. Посједује регионалну шифру (AGS) 15083505.

## Географски и демографски подаци
Умендорф се налази у савезној држави Саксонија-Анхалт у округу Берде. Општина се налази на надморској висини од 134 метра. Површина општине износи 15,7 km². У самом мјесту је, према процјени из 2010. године, живјело 1.012 становника. Просјечна густина становништва износи 65 становника/km².